# Пиво (Біловодське)
«Пиво» (кирг. Пиво) — киргизський футбольний клуб, який представляє с.Біловодське Московського району Чуйської області.

## Хронологія зміни назв
- 19??: ФК «Максат» (Біловодське)
- 2006: ФК «Пиво» (Біловодське)

## Історія
Футбольний клуб було засновано в с.Біловодське Чуйської області під назвою ФК «Максат» (Біловодське). В 1993 році клуб дебютував у вищій лізі чемпіонату Киргизстану, але посів у ньому передостаннє 16-те місце. Наступного сезону клуб виступав вже у Першій лізі, в якій серед 6-ти команд-учасниць посів передостаннє 5-те місце. В 1995 році ФК «Максат» продовжив свої виступи у першій лізі, але цього разу в групі А, де посів останнє 3-тє місце. Не набагато краще йшли справи клубу в національному кубку. В 1993 році команда в 1/16 фіналу з рахунком 1:5 поступилася кара-балтинському ««Хіміку»». В 1996 році «Максат» в 1/32 фіналу за сумою двох поєдинків з рахунком 0:2 поступився нижньочуйському «Колосу». В 2004 році клуб дійшов до 1/16 фіналу, де поступився кантському клубу «Наше Пиво» з рахунком 1:3. Наступного сезону ФК «Максат» в 1/32 фіналу відмовився від виступів на турнірі, тому команді було зараховано технічну поразку, а до наступної стадії вийшов «Бішкек-90». В 2006 році на базі ФК «Максат» було створено фарм-клуб кантської «Абдиш-Ати» — ФК «Пиво» (Біловодське). У 2007 році вже під новою назвою клуб дійшов до 1/16 фіналу, де поступився «Бішекеку» з рахунком 3:4. Наступного сезону команда відмовилася від участі в національному кубку на стадії 1/16 фіналу, отож турнірний шлях продовжила молодіжна збірна Киргизстану.

## Досягнення
- Топ-Ліга
  - 16-те місце (1): 1993

- Кубок Киргизстану
  - 1/16 фіналу (4): 1993, 2004, 2007, 2008

## Відомі гравці
- В.Альошко
- Канат Оболбек уулу Асанов
- А.Воротнюк
- Торобек Джумалієв
- Юрій Захадінов
- У.Кадиров
- Т.Касимбеков
- Юрій Левченко
- Олександр Лук'яненко
- Адил Маметов
- Сабіт Осмонкулов
- Сергій Попов
- С.Романенков
- Толкун Сейткулов
- Еркін Сейткулов
- В.Стаценя
- Т.Суйналієв
- Володимир Толканов
- Сергій Травкін
- А.Танибеков
- Б.Танибеков
- Карім Урманбетов
- Ігор Уткін
- Євгеній Царегородцев